# Sobralia atropubescens
Sobralia atropubescens es una especie de orquídea de hábitos terrestres, originaria de América tropical.

## Descripción
Es una orquídea de tamaño pequeño a medio, que prefiere el clima fresco a cálido. Tiene hábitos terrestres y se encuentra en taludes empinados con tallos como una caña, de color rojo denso, pubescentes y envueltos por vainas distantes, sueltas y tubulares y con hojas plicadas, delgadas, angostamente elípticas, agudas y basales. Florece en cualquier época del año en una inflorescencia sésil, en forma de cono.

## Distribución y hábitat
Se distribuye por Costa Rica, Panamá, Colombia y Ecuador, en los bosques húmedos montanos en elevaciones de 400 a 2500 metros.  

## Galería

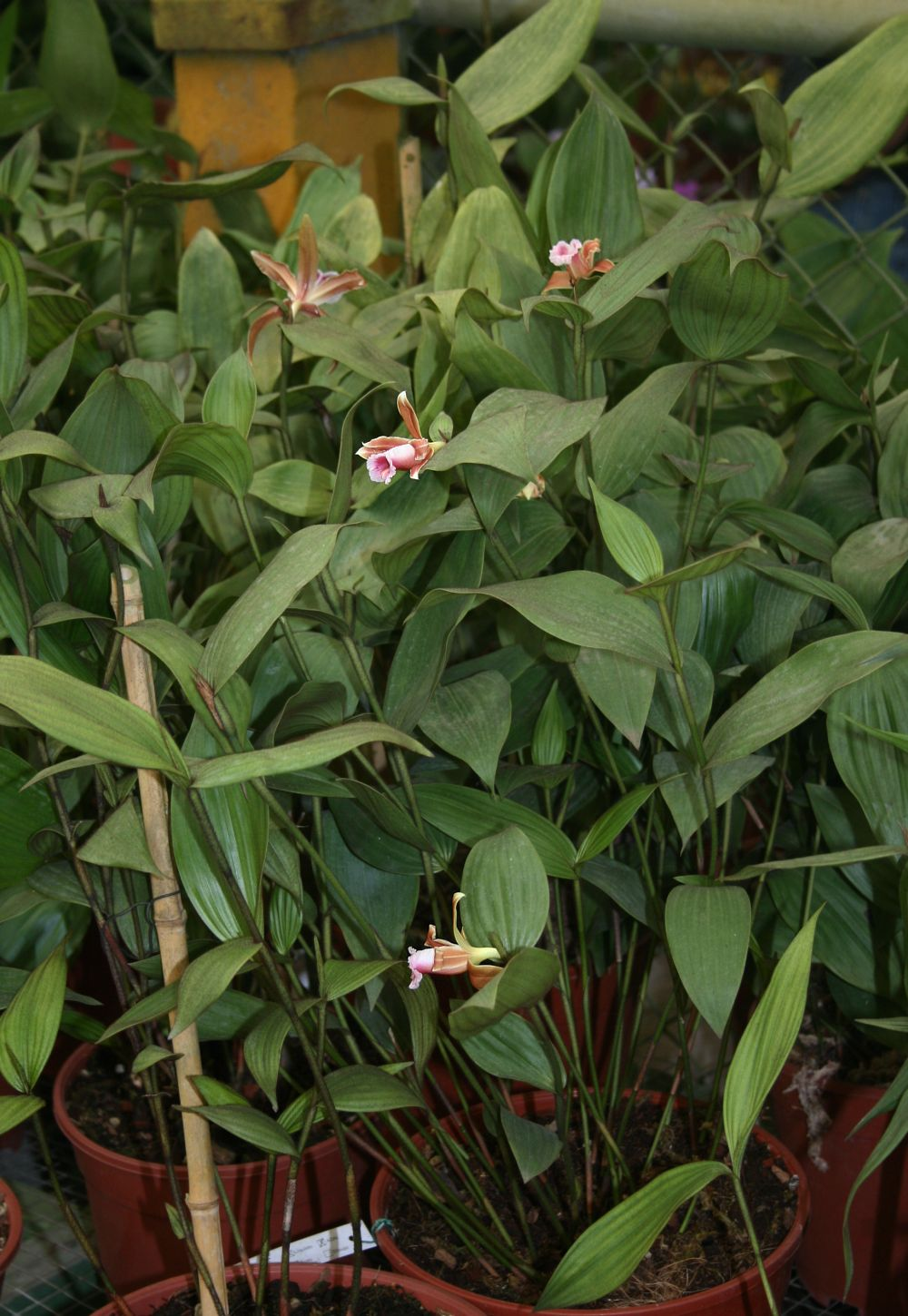
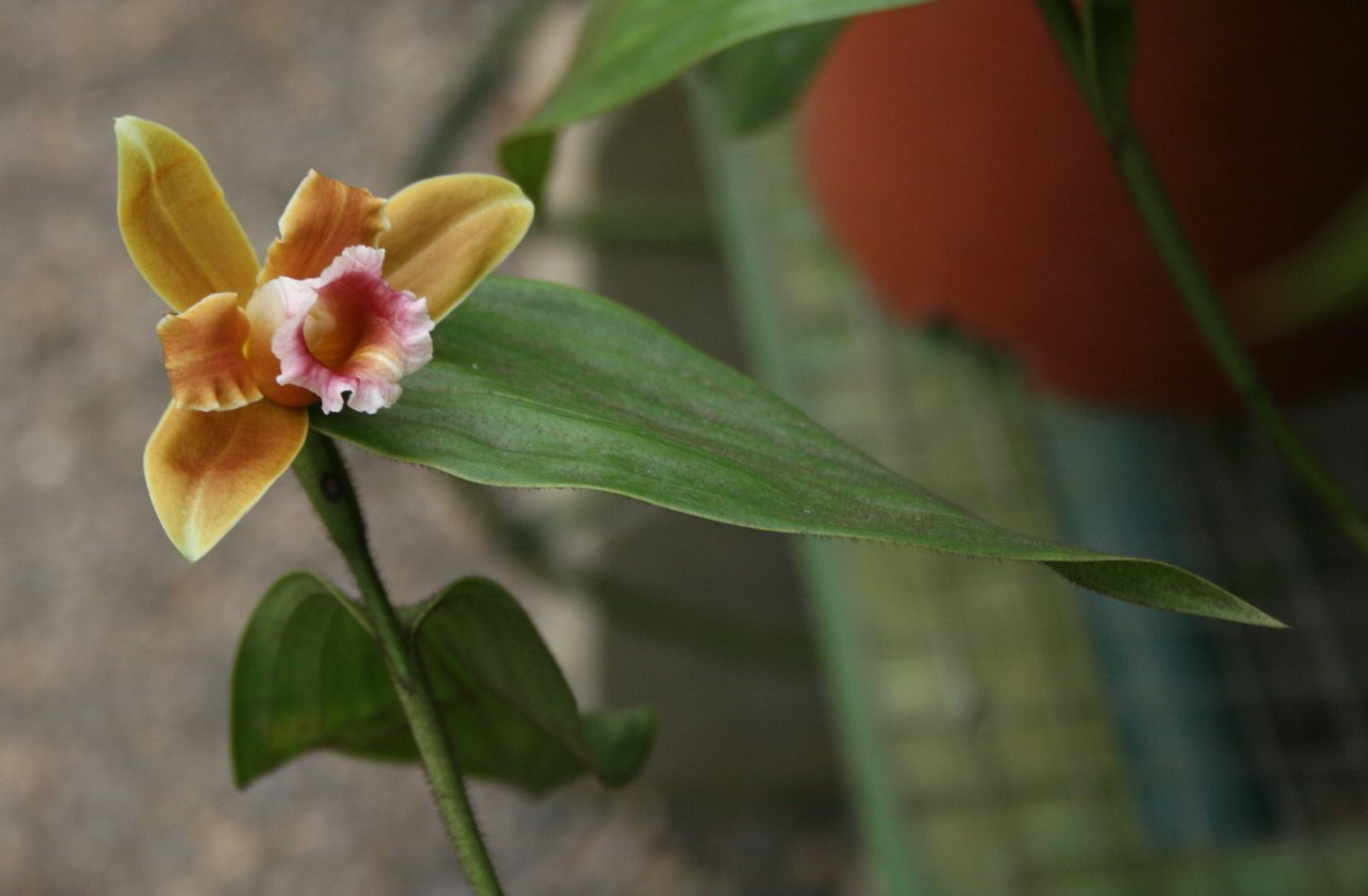
Sobralia atropubescens
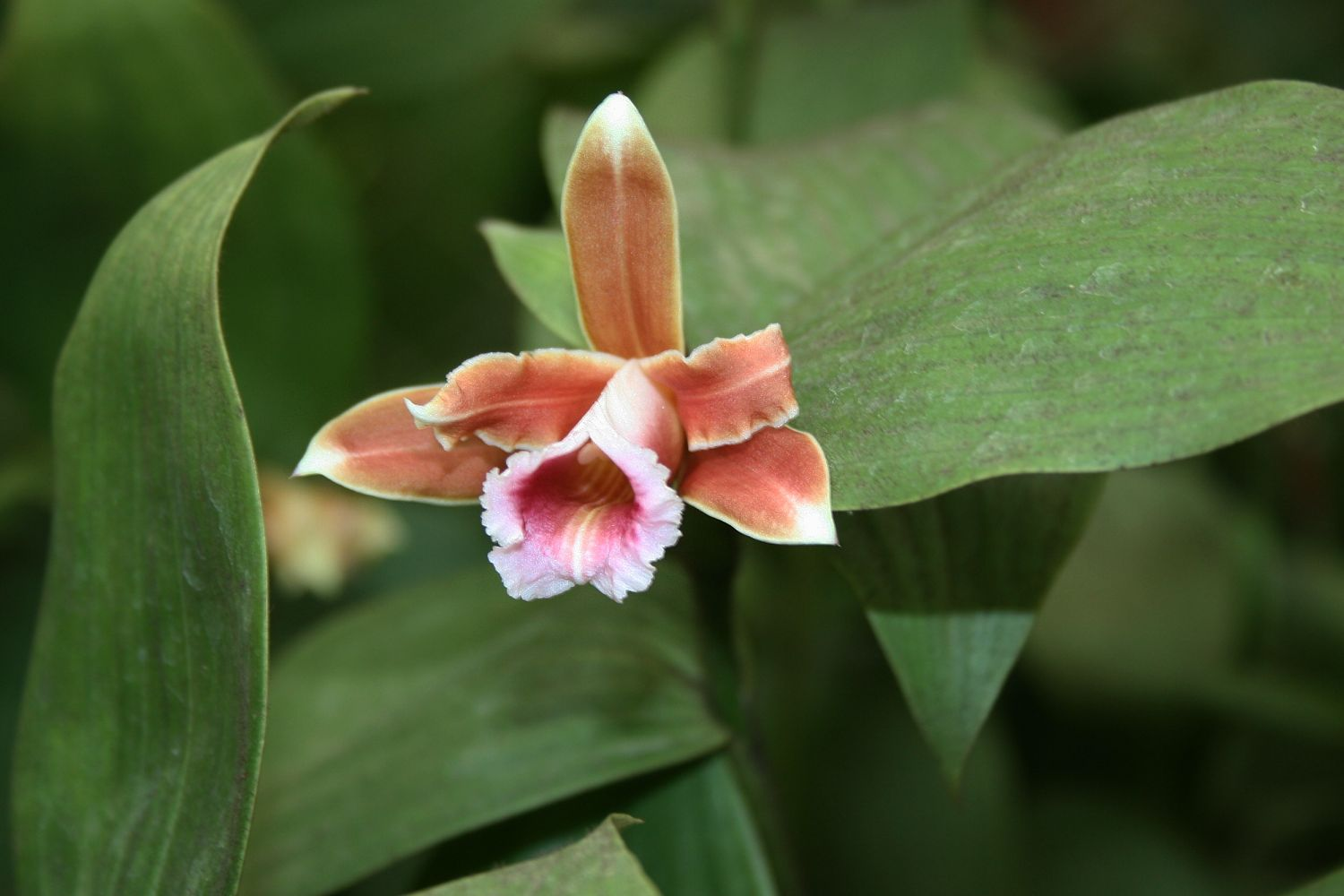